# 巴勒斯坦LGBT權益

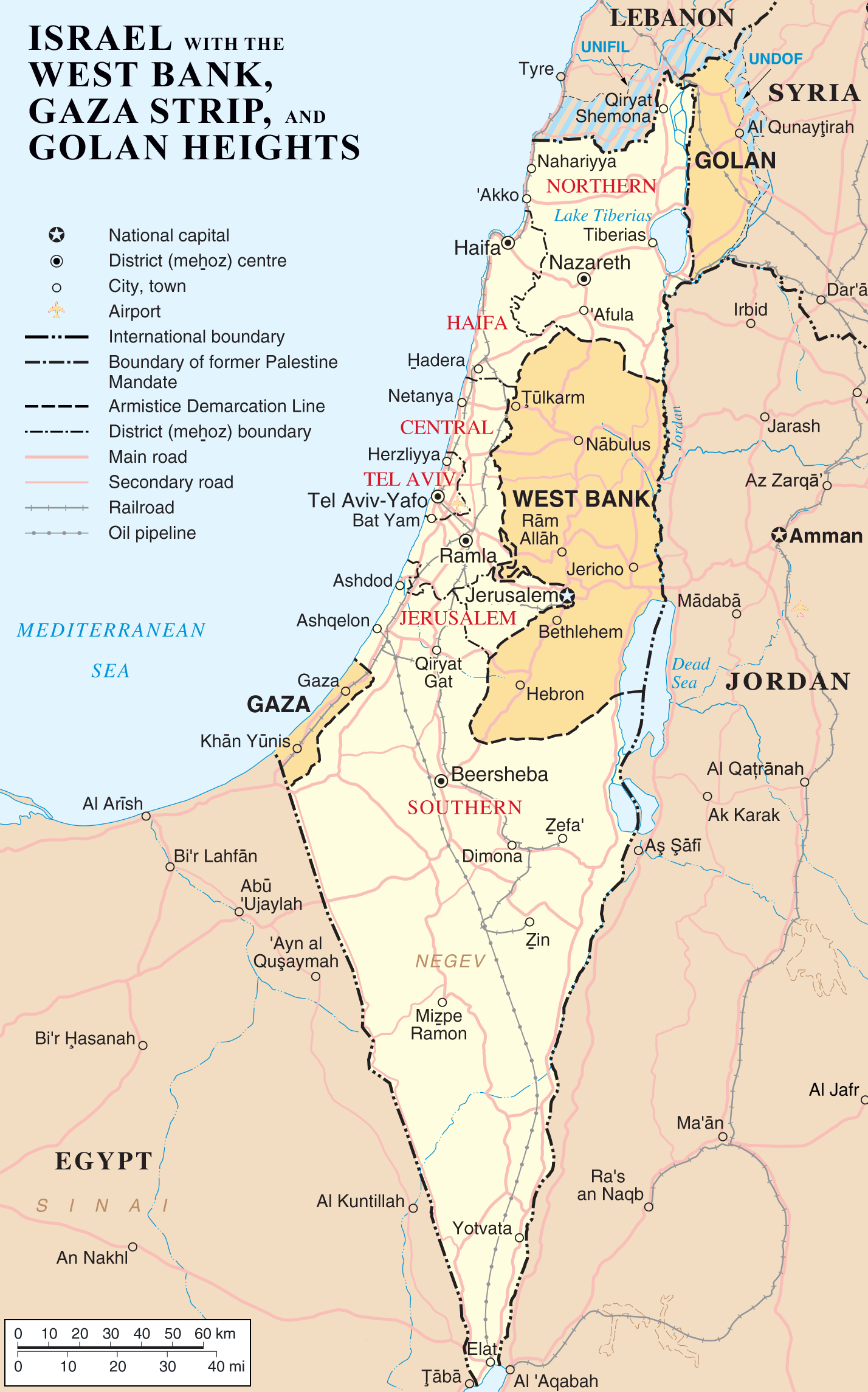
地圖上的巴勒斯坦地區

巴勒斯坦地區的LGBT權益，是該地區最為忌諱的人權議題之一，自2007年哈马斯控制加沙地带 哈马斯对同性行为和同性伴侣严格伊斯兰教法和死刑。

## 刑法
根據國際男女同性戀聯合會，巴勒斯坦的加沙地带地區严格伊斯兰教对男性間之同性性行為判处死刑。這與以色列對LGBT較為寬容的程度不同。